# Elezioni federali in Canada del 1962
Le elezioni federali in Canada del 1962 si tennero il 18 giugno per il rinnovo della Camera dei comuni.

## Risultati
| Liste                                        | Voti      | %     | Seggi |
| -------------------------------------------- | --------- | ----- | ----- |
| Partito Conservatore Progressista del Canada | 2 865 542 | 37,22 | 116   |
| Partito Liberale del Canada                  | 2 846 589 | 36,97 | 99    |
| Nuovo Partito Democratico                    | 1 044 754 | 13,57 | 19    |
| Partito del Credito Sociale del Canada       | 893 479   | 11,61 | 30    |
| Partito Liberal-Laburista                    | 15 412    | 0,20  | 1     |
| Partito Comunista del Canada                 | 6 360     | 0,08  | –     |
| Altri                                        | 26 817    | 0,35  | –     |
| Totale                                       | 7 698 953 | 100   | 265   |